# Kyōju dairi
Kyōju dairi est un certificat d'enseignement utilisé par différents koryū japonais, ou les arts martiaux traditionnels.
Employé par Sōkaku Takeda au début de sa carrière pour désigner un haut niveau de compréhension du système Daitōryū aikijūjutsu, plus tard, il a ajouté une désignation de niveau supérieur connue sous le nom de menkyo kaiden. Ainsi, ses premiers étudiants de haut rang tels que Sagawa Yukiyoshi (qui a été demandé une fois pour servir d'héritier de l'art et nous devons donc supposer une compréhension très approfondie de l'art), n'ont reçu que le kyōju dairi. Certains de ceux qui ont connu ce certificat de Sokaku étaient Yukiyoshi Sagawa, Taiso Horikawa, Kōtarō Yoshida, Morihei Ueshiba et Takuma Hisa.